# Lidl-Trek
La Lidl-Trek, nota in passato come Leopard, RadioShack e Trek-Segafredo, è una squadra maschile statunitense di ciclismo su strada con licenza di UCI WorldTeam.
Attiva nel professionismo dalla stagione 2011, ha sede a Deinze, in Belgio, ed è diretta dall'italiano Luca Guercilena. Lo sponsor principale è, dal giugno 2023, la catena di supermercati Lidl, supportata dal telaista statunitense Trek, fornitore sin dalla fondazione del team, che in precedenza era stato, dal 2014 per nove stagioni e mezza, il primo sponsor del team. Nel 2013 la squadra ha ottenuto la vittoria di Giro delle Fiandre e Parigi-Roubaix con Fabian Cancellara, e della Vuelta a España con Chris Horner. Nel 2019 ha vinto il Giro di Lombardia con Bauke Mollema, mentre nel 2021 ha conquistato la Milano-Sanremo con Jasper Stuyven.

## Storia

### La nascita della squadra
Al termine della stagione 2010, i fratelli Schleck sono a fine contratto con la squadra danese Saxo Bank, diretta da Bjarne Riis, e decidono di creare una propria squadra sotto la guida di Brian Nygaard e Kim Andersen, entrambi nello staff della Saxo Bank, puntando ad ottenere la licenza UCI ProTeam. Per ottenerla, i dirigenti della squadra reclutano alcuni corridori dalle principali squadre europee, come Daniele Bennati della Liquigas-Doimo, Jakob Fuglsang (Saxo Bank), Linus Gerdemann e Fabian Wegmann (Milram) e il campione del mondo a cronometro Fabian Cancellara (Saxo Bank).
Il 2 settembre l'azienda produttrice di biciclette Trek annuncia la firma di un accordo di sponsorizzazione della squadra, mentre la Craft fornisce l'abbigliamento tecnico. Il 23 novembre la squadra ottiene la licenza ProTeam fino al 2014.
La squadra si basava su un blocco di corridori arrivati dalla Saxo Bank, dieci in tutto, tra i quali i due capitani indiscussi del team, Andy Schleck e Fränk Schleck. Dietro di loro, il campione del mondo a cronometro Cancellara. Tra i velocisti, le punte sono gli italiani Daniele Bennati e Davide Viganò, arrivato dal Team Sky, e il belga Wouter Weylandt (Quick Step). Alle spalle dei leader, esperti gregari quali Stuart O'Grady, Dominic Klemme, Joost Posthuma, Jens Voigt, Oliver Zaugg, Maxime Monfort, Jakob Fuglsang e Fabian Wegmann. Stefan Denifl, Linus Gerdemann e Brice Feillu rappresentano le giovani scommesse del team, che conta anche su un neo professionista italiano, Giacomo Nizzolo.

### 2011: l'esordio e il terzo posto mondiale

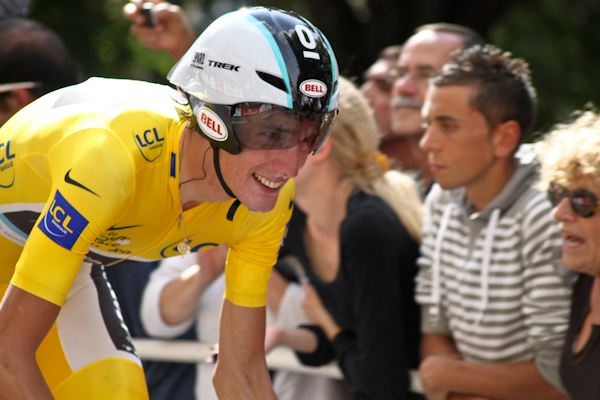
Andy Schleck in maglia gialla al Tour de France 2011.

È Dominic Klemme, il 2 marzo 2011, a dare il primo storico successo al Team Leopard-Trek: il tedesco, giunto dall'appena dismessa Milram, si aggiudica infatti la Le Samyn, in Francia, battendo allo sprint il belga Kevyn Ista e il compagno di squadra Robert Wagner. In quell'inizio di stagione è però protagonista, per la squadra lussemburghese, soprattutto Fabian Cancellara, abile ad aggiudicarsi una tappa alla Tirreno-Adriatico e l'E3 Harelbeke in Belgio. Lo svizzero si classifica inoltre secondo alla Milano-Sanremo e alla Parigi-Roubaix, e terzo al Giro delle Fiandre.
Conclusa la campagna delle classiche del Nord, la formazione prende il via al Giro d'Italia. La partecipazione alla "Corsa Rosa" edizione 2011, esordio assoluto per la Leopard-Trek in un Grande Giro, viene però segnata dalla morte del ciclista Wouter Weylandt, avvenuta il 9 maggio nel corso della terza tappa a causa di una caduta lungo la discesa del Passo del Bocco. In seguito a questa tragedia il Team Leopard-Trek, per cui correva Weylandt, decide, al termine della tappa dell'indomani, neutralizzata, di ritirarsi dal Giro d'Italia.
In luglio Andy e Fränk Schleck si classificano rispettivamente secondo e terzo al Tour de France, battuti dall'australiano Cadel Evans; Andy Schleck si aggiudica peraltro la tappa con arrivo in quota sul Colle del Galibier. Tra agosto e settembre la squadra vince quindi due frazioni alla Vuelta a España, una nella cronosquadre di apertura e una con l'italiano Daniele Bennati; in chiusura di stagione, infine, lo svizzero Oliver Zaugg consegna al Team Leopard-Trek il primo successo in una "classica monumento", aggiudicandosi la 105ª edizione del Giro di Lombardia. A fine anno, grazie ai diversi piazzamenti, la RadioShack-Leopard è la terza squadra nella classifica World Tour, preceduta solo da Omega Pharma-Lotto e Team Sky.

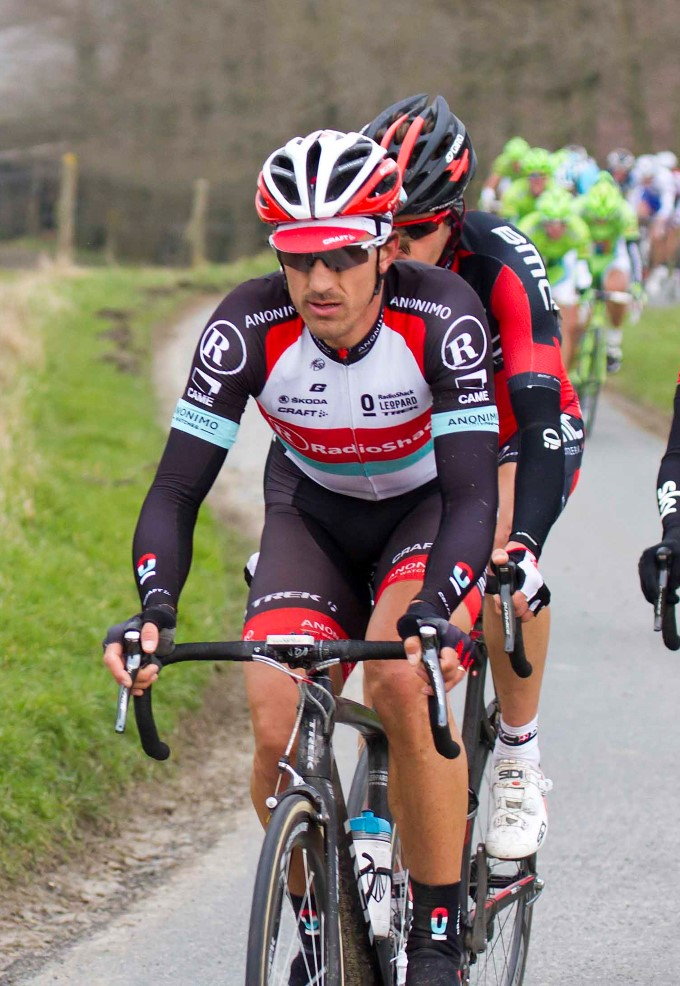
Cancellara alla E3 Harelbeke 2013.

### 2012-2013: RadioShack e le vittorie con Cancellara e Horner
Nel 2012 arrivano, in qualità di nuovi sponsor principali del progetto ciclistico lussemburghese, la catena di distribuzione elettronica RadioShack e la casa automobilistica Nissan, in precedenza finanziatori della formazione statunitense Team RadioShack. Si uniscono alla squadra, provenienti dallo stesso Team RadioShack, anche il manager Johan Bruyneel e tredici atleti, tra cui Chris Horner e Andreas Klöden. Sono peraltro tredici anche i confermati dalla stagione 2011 del Team Leopard-Trek, e tra essi i tre capitani, i due fratelli Schleck e lo svizzero Cancellara. Proprio quest'ultimo dà alla squadra il primo successo dell'anno, aggiudicandosi la Strade Bianche; è poi ancora Cancellara a vincere il prologo del Tour de France in luglio, vestendo per sette giorni la maglia gialla.
Nella primavera 2013 Cancellara dà alla squadra, rinominata in RadioShack-Leopard, altri tre importanti successi, tutti sul pavé, vincendo in sequenza E3 Harelbeke, Giro delle Fiandre e Parigi-Roubaix; in stagione si classifica anche terzo alla Milano-Sanremo. In estate arrivano inoltre le vittorie di Jan Bakelants in una tappa del Tour de France e di Tony Gallopin alla Clásica San Sebastián. Il principale successo stagionale per la RadioShack-Leopard arriva però a settembre, quando il 41enne Chris Horner si aggiudica a sorpresa due tappe e la classifica generale della prestigiosa Vuelta a España. Questi risultati portano la RadioShack-Leopard a concludere quarta nella classifica a squadre del World Tour 2013.

### 2014-2015: Trek Factory Racing
Al termine della stagione 2013 la squadra viene rilevata da Trek Bicycle Corporation, già sponsor e fornitore della squadra, che acquisisce la licenza World Tour dall'imprenditore lussemburghese Flavio Becca, fino al 2013 proprietario del team tramite la società Leopard SA. La decisione arriva dopo i ritiri di diversi sponsor principali (RadioShack, Nissan, Enovos) legati soprattutto a causa degli scandali doping di Fränk Schleck, Lance Armstrong e dell'ex team manager Johan Bruyneel.
Uomo di punta del nuovo team per il 2014 è ancora Fabian Cancellara, che vince per il secondo anno consecutivo il Giro delle Fiandre e si piazza secondo alla Milano-Sanremo e terzo alla Parigi-Roubaix. Non mancano corridori da corse a tappe, come i fratelli lussemburghesi Fränk e Andy Schleck, il croato Robert Kišerlovski, lo spagnolo Haimar Zubeldia e il colombiano Julián Arredondo, che riesce a imporsi in una delle tappe di montagna del Giro d'Italia, la diciottesima, e nella classifica scalatori della corsa, e in due tappe del Tour de San Luis. Velocista del team è l'italiano Giacomo Nizzolo, che vince una tappa al Tour de San Luis e una al Tour de Wallonie.

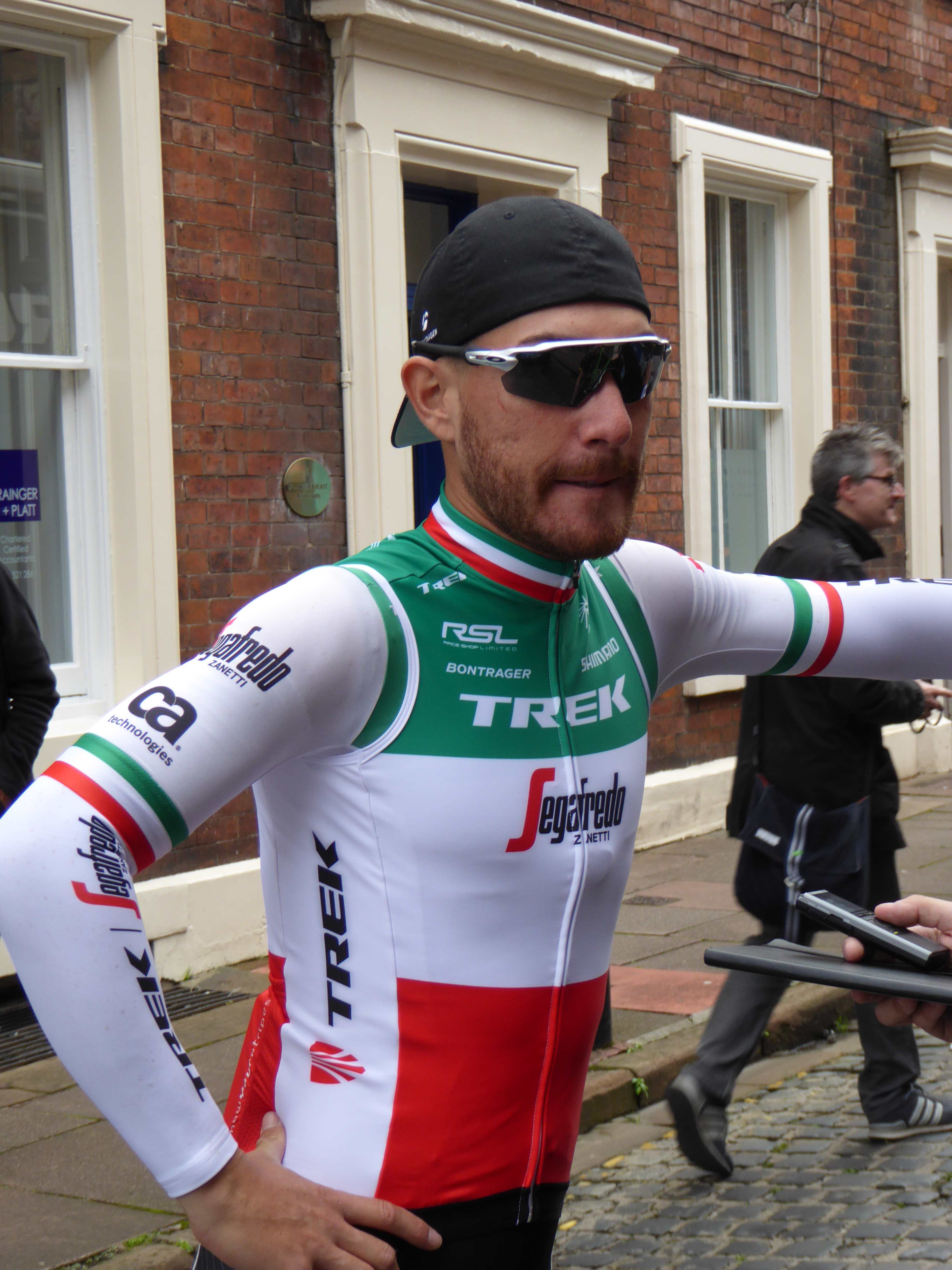
Giacomo Nizzolo in maglia tricolore al Tour of Britain 2016.

Nella stagione 2015 la rosa della squadra non subisce particolari variazioni: sono appena tre i nuovi volti, uno tra questi è l'olandese Bauke Mollema, che arricchisce la squadra di un altro corridore da corse a tappe. L'inizio di stagione è buono, con la vittoria del giovane lussemburghese Bob Jungels all'Étoile de Bessèges; Cancellara invece non ripete i successi dell'anno precedente nelle classiche primaverili a causa di un infortunio rimediato all'E3 Harelbeke. Al Giro d'Italia Giacomo Nizzolo vince la maglia rossa della classifica a punti, grazie ai numerosi piazzamenti. Alla Vuelta a España arrivano invece tre vittorie per tre diversi corridori della Trek, Jasper Stuyven all'ottava tappa, Danny van Poppel alla dodicesima e Fränk Schleck alla sedicesima.

### 2016: l'arrivo di Segafredo e l'addio di Cancellara
Nel 2016 un nuovo sponsor affianca la Trek Bicycle Corporation: si tratta della Segafredo Zanetti, azienda italiana di produzione di caffè. Anche quest'anno gli uomini di punta sono Fabian Cancellara e il velocista Giacomo Nizzolo. Nuovi arrivi sono il canadese Ryder Hesjedal per le corse a tappe e l'italiano Niccolò Bonifazio per gli arrivi in volata.
Si tratta dell'ultima stagione da professionista di Fabian Cancellara: ciò nonostante lo svizzero vince sei gare durante l'anno, tra cui la Strade Bianche e le cronometro della Tirreno-Adriatico e del Tour de Suisse. Quattro successi arrivano da Nizzolo, che per il secondo anno consecutivo fa sua anche la classifica a punti al Giro d'Italia; Fabio Felline vince l'omologa graduatoria alla Vuelta a España, mentre tra le classiche il team vince la Kuurne-Bruxelles-Kuurne con Stuyven e la Clásica San Sebastián, gara World Tour, con Mollema.

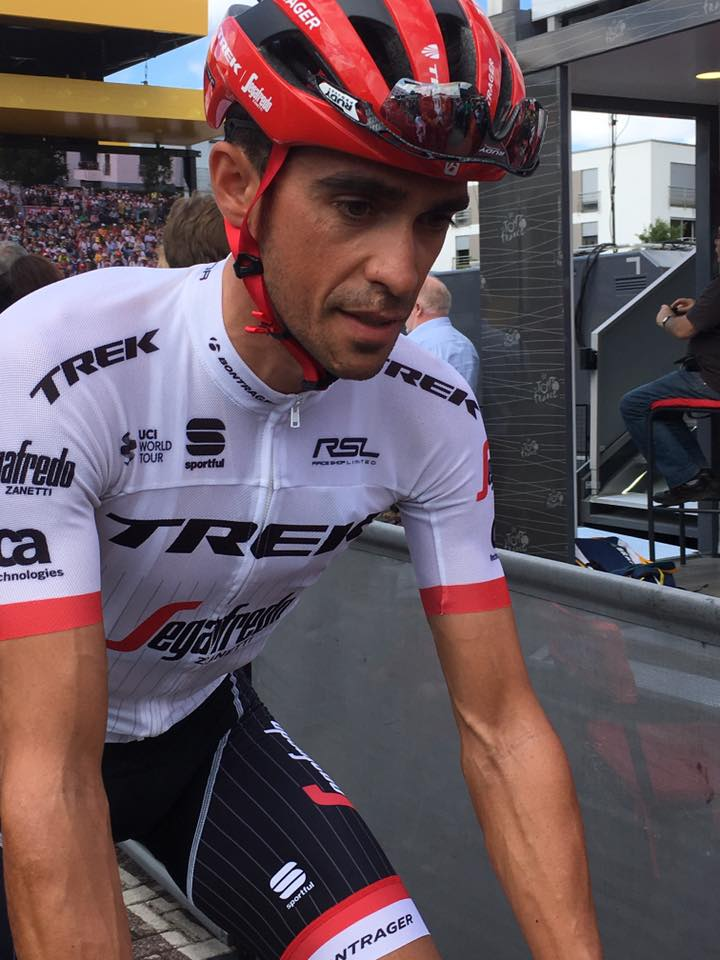
Alberto Contador al Tour de France 2017

### 2017-2018: i piazzamenti con Contador e Degenkolb
Per la stagione 2017 vengono messi sotto contratto il trentaquattrenne spagnolo Alberto Contador, come capitano per i Grandi giri, e il tedesco John Degenkolb per le classiche. Durante l'anno Contador ottiene numerosi piazzamenti: secondo alla Vuelta a Andalucía, secondo alla Parigi-Nizza, secondo alla Volta Ciclista a Catalunya, secondo alla Vuelta al País Vasco, nono al Tour de France, e infine, all'ultima gara della carriera, quinto alla Vuelta a España con una vittoria di tappa sull'Angliru. Degenkolb ottiene numerosi piazzamenti Top 10 nelle classiche di primavera e in tappe al Tour de France; in quella stessa Grande Boucle Mollema (già settimo al Giro d'Italia) si aggiudica in solitaria la frazione con arrivo a Le Puy-en-Velay. Altri successi arrivano con Felline nel prologo del Tour de Romandie, con Edward Theuns e Stuyven al BinckBank Tour e con il ventunenne Mads Pedersen al Giro di Danimarca.
Nel 2018 i capitani sono Mollema per i Grandi giri e ancora Degenkolb per le classiche. Durante l'anno Mollema, pur vincendo il Gran Premio Bruno Beghelli in ottobre, non va oltre un podio di tappa al Tour de France e due piazzamenti parziali e il secondo posto tra gli scalatori alla Vuelta a España. Degenkolb vince due gare a inizio stagione a Maiorca e la tappa del pavé al Tour de France, ma non riesce poi a mettersi in evidenza nelle gare di primavera. Protagonista delle classiche è invece Mads Pedersen, che si classifica secondo al Giro delle Fiandre alle spalle di Niki Terpstra. Spiccano in stagione anche i successi di Toms Skujiņš in una tappa al Tour of California e alla Tre Valli Varesine, e di Stuyven in tre gare di fine stagione tra Belgio e Paesi Bassi.

## Cronistoria

### Annuario
| Anno | Codice  | Nome                                                         | Cat. | Biciclette | Dirigenza |
| ---- | ------- | ------------------------------------------------------------ | ---- | ---------- | --- |
| 2011 | LEO     | Team Leopard-Trek                                            | WT   | Trek       | Manager: Kim Andersen, Brian Nygaard Dir. sportivi: Adriano Baffi, Luca Guercilena, Lars Michaelsen, Torsten Schmidt |
| 2012 | RNT     | RadioShack-Nissan                                            | WT   | Trek       | Manager: Johan Bruyneel Dir. sportivi: José Azevedo, Kim Andersen, Dirk Demol, Alain Gallopin, Luca Guercilena, Lars Michaelsen |
| 2013 | RLT     | RadioShack-Leopard                                           | WT   | Trek       | Manager: Flavio Becca Dir. sportivi: José Azevedo, Kim Andersen, Dirk Demol, Alain Gallopin, Luca Guercilena |
| 2014 | TFR     | Trek Factory Racing                                          | WT   | Trek       | Manager: Luca Guercilena Dir. sportivi: Kim Andersen, Adriano Baffi, Dirk Demol, Alain Gallopin, Luc Meersman |
| 2015 | TFR     | Trek Factory Racing                                          | WT   | Trek       | Manager: Luca Guercilena Dir. sportivi: Kim Andersen, Adriano Baffi, Dirk Demol, Alain Gallopin, Luc Meersman, Josu Larrazabal |
| 2016 | TFS     | Trek-Segafredo                                               | WT   | Trek       | Manager: Luca Guercilena Dir. sportivi: Alain Gallopin, Kim Andersen, Adriano Baffi, Dirk Demol, Josu Larrazabal, Luc Meersman, Jaroslav Popovyč (da maggio)                                                                                                |
| 2017 | TFS     | Trek-Segafredo                                               | WT   | Trek       | Manager: Luca Guercilena Dir. sportivi: Alain Gallopin, Kim Andersen, Adriano Baffi, Ivan Basso, Dirk Demol, Steven de Jongh, Luc Meersman, Jaroslav Popovyč                                                                                                |
| 2018 | TFS     | Trek-Segafredo                                               | WT   | Trek       | Manager: Luca Guercilena Dir. sportivi: Alain Gallopin, Kim Andersen, Adriano Baffi, Dirk Demol, Steven de Jongh, Luc Meersman, Jaroslav Popovyč |
| 2019 | TFS     | Trek-Segafredo                                               | WT   | Trek       | Manager: Luca Guercilena Dir. sportivi: Steven de Jongh, Kim Andersen, Adriano Baffi, Luc Meersman, Jaroslav Popovyč, Grégory Rast |
| 2020 | TFS     | Trek-Segafredo                                               | WT   | Trek       | Manager: Luca Guercilena Dir. sportivi: Steven de Jongh, Kim Andersen, Adriano Baffi, Luc Meersman, Jaroslav Popovyč, Grégory Rast, Paolo Slongo |
| 2021 | TFS     | Trek-Segafredo                                               | WT   | Trek       | Manager: Luca Guercilena Dir. sportivi: Steven de Jongh, Kim Andersen, Adriano Baffi, Markel Irizar, Luc Meersman, Jaroslav Popovyč, Grégory Rast, Paolo Slongo                                                                                             |
| 2022 | TFS     | Trek-Segafredo                                               | WT   | Trek       | Manager: Luca Guercilena Dir. sportivi: Steven de Jongh, Kim Andersen, Adriano Baffi, Markel Irizar, Jaroslav Popovyč, Grégory Rast, Paolo Slongo |
| 2023 | TFS LTK | Trek-Segafredo (fino al 29 giugno) Lidl-Trek (dal 30 giugno) | WT   | Trek       | Manager: Luca Guercilena Dir. sportivi: Steven de Jongh, Kim Andersen, Adriano Baffi, Markel Irizar, Luc Meersman, Jaroslav Popovyč, Grégory Rast, Paolo Slongo, Ina-Yoko Teutenberg                                                                        |
| 2024 | LTK     | Lidl-Trek                                                    | WT   | Trek       | Manager: Luca Guercilena Dir. sportivi: Steven de Jongh, Kim Andersen, Sebastian Andersen, Adriano Baffi, Jeroen Blijlevens, Markel Irizar, Maxime Monfort, Jaroslav Popovyč, Grégory Rast, Michael Schär, Paolo Slongo, Ina-Yoko Teutenberg, Xabier Zabalo |
| 2025 | LTK     | Lidl-Trek                                                    | WT   | Trek       | Manager: Luca Guercilena Dir. sportivi: Steven de Jongh, Kim Andersen, Sebastian Andersen, Adriano Baffi, Jeroen Blijlevens, Markel Irizar, Maxime Monfort, Jaroslav Popovyč, Grégory Rast, Michael Schär, Paolo Slongo, Ina-Yoko Teutenberg, Xabier Zabalo |

### Classifiche UCI
| Anno | Classifica | Pos. | Migliore cl. individuale |
| ---- | ---------- | ---- | ------------------------ |
| 2011 | World Tour | 3º   | Fränk Schleck (10º)      |
| 2012 | World Tour | 12º  | Fabian Cancellara (37º)  |
| 2013 | World Tour | 4º   | Fabian Cancellara (7º)   |
| 2014 | World Tour | 13º  | Fabian Cancellara (11º)  |
| 2015 | World Tour | 13º  | Bauke Mollema (22º)      |
| 2016 | World Tour | 9º   | Fabian Cancellara (22º)  |
| 2017 | World Tour | 5º   | Alberto Contador (10º)   |
| 2018 | World Tour | 13º  | Jasper Stuyven (19º)     |
| 2019 | World Tour | 10º  | Bauke Mollema (16º)      |
| 2020 | World Tour | 8º   | Richie Porte (7º)        |
| 2021 | World Tour | 12º  | Jasper Stuyven (17º)     |
| 2022 | World Tour | 12º  | Mads Pedersen (21º)      |
| 2023 | World Tour | 5º   | Mads Pedersen (6º)       |
| 2024 | World Tour | 4º   | Mads Pedersen (13º)      |

## Divise
| Leopard (2011) | RadioShack (2012) | RadioShack (2013) | Trek (2014) | Trek (2015-2016) | Trek (2017) | Trek (2018) | Trek (2019) | Trek (2020-2021) | Trek (2022) | Trek (2023) | Lidl-Trek (2023-) |

## Palmarès
Aggiornato al 27 luglio 2025.

### Grandi Giri
- Giro d'Italia

Partecipazioni: 15 (2011, 2012, 2013, 2014, 2015, 2016, 2017, 2018, 2019, 2020, 2021, 2022, 2023, 2024, 2025)
Vittorie di tappa: 13
2014: 1 (Julián Arredondo)
2019: 1 (Giulio Ciccone)
2022: 1 (Giulio Ciccone)
2023: 1 (Mads Pedersen)
2024: 3 (Jonathan Milan)
2025: 6 (4 Mads Pedersen, Daan Hoole, Carlos Verona)
Vittorie finali: 0
Altre classifiche: 8
2014: Scalatori (Julián Arredondo), Combattività (Julián Arredondo)
2015: Punti (Giacomo Nizzolo)
2016: Punti (Giacomo Nizzolo)
2019: Scalatori (Giulio Ciccone)
2022: Giovani (Juan Pedro López)
2024: Punti (Jonathan Milan)
2025: Punti (Mads Pedersen)
- Tour de France

Partecipazioni: 15 (2011, 2012, 2013, 2014, 2015, 2016, 2017, 2018, 2019, 2020, 2021, 2022, 2023, 2024, 2025)
Vittorie di tappa: 10
2011: 1 (Andy Schleck)
2012: 1 (Fabian Cancellara)
2013: 1 (Jan Bakelants)
2017: 1 (Bauke Mollema)
2018: 1 (John Degenkolb)
2021: 1 (Bauke Mollema)
2022: 1 (Mads Pedersen)
2023: 1 (Mads Pedersen)
2025: 2 (Jonathan Milan)
Vittorie finali: 0
Altre classifiche: 2
2023: Scalatori (Giulio Ciccone)
2025: Punti (Jonathan Milan)
- Vuelta a España

Partecipazioni: 14 (2011, 2012, 2013, 2014, 2015, 2016, 2017, 2018, 2019, 2020, 2021, 2022, 2023, 2024)
Vittorie di tappa: 13
2011: 2 (cronosquadre, Daniele Bennati)
2012: 1 (Daniele Bennati)
2013: 3 (2 Chris Horner, Fabian Cancellara)
2015: 3 (Jasper Stuyven, Danny van Poppel, Fränk Schleck)
2017: 1 (Alberto Contador)
2022: 3 (Mads Pedersen)
Vittorie finali: 1
2013 (Chris Horner)
Altre classifiche: 6
2013: Combinata (Chris Horner)
2016: Punti (Fabio Felline)
2017: Combattività (Alberto Contador)
2018: Combattività (Bauke Mollema)
2022: Punti (Mads Pedersen)
2024: Giovani (Mattias Skjelmose)

### Classiche monumento
- Milano-Sanremo: 1

2021 (Jasper Stuyven)
- Giro delle Fiandre: 2

2013, 2014 (Fabian Cancellara)
- Parigi-Roubaix: 1

2013 (Fabian Cancellara)
- Giro di Lombardia: 2

2011 (Oliver Zaugg); 2019 (Bauke Mollema)

### Campionati nazionali
- Campionati australiani: 1

In linea: 2016 (Jack Bobridge)
- Campionati austriaci: 1

In linea: 2014 (Riccardo Zoidl)
- Campionati belgi: 2

In linea: 2013 (Stijn Devolder)
Cronometro: 2014 (Kristof Vandewalle)
- Campionati cechi: 3

In linea: 2023, 2025 (Mathias Vacek)
Cronometro: 2025 (Mathias Vacek)
- Campionati colombiani: 1

Cronometro: 2017 (Jarlinson Pantano)
- Campionati danesi: 6

In linea: 2017 (Mads Pedersen); 2023 (Mattias Skjelmose); 2025 (Søren Kragh Andersen)
Cronometro: 2012 (Jakob Fuglsang); 2024 (Mattias Skjelmose); 2025 (Mads Pedersen)
- Campionati etiopi: 1

Cronometro: 2018 (Tsgabu Grmay)
- Campionati giapponesi: 1

Cronometro: 2014 (Fumiyuki Beppu)
- Campionati irlandesi: 2

Cronometro: 2018, 2019 (Ryan Mullen)
- Campionati italiani: 1

In linea: 2016 (Giacomo Nizzolo)
- Campionati lettoni: 9

In linea: 2019, 2021, 2025 (Toms Skujiņš); 2022, 2023 (Emīls Liepiņš)
Cronometro: 2018, 2021, 2023, 2025 (Toms Skujiņš)
- Campionati lussemburghesi: 10

In linea: 2011 (Fränk Schleck); 2012 (Laurent Didier); 2013 (Bob Jungels); 2014 (Fränk Schleck); 2015 (Bob Jungels); 2023 (Alex Kirsch)
Cronometro: 2013 (Bob Jungels); 2014 (Laurent Didier); 2015 (Bob Jungels); 2023 (Alex Kirsch)
- Campionati neozelandesi: 2

In linea: 2013, 2014 (Hayden Roulston)
- Campionati olandesi: 2

Cronometro: 2024, 2025 (Daan Hoole)
- Campionati portoghesi: 1

In linea: 2017 (Ruben Guerreiro)
- Campionati statunitensi: 1

In linea: 2015 (Matthew Busche)
- Campionati sudafricani: 2

In linea: 2024 (Ryan Gibbons)
Cronometro: 2024 (Ryan Gibbons)
- Campionati svizzeri: 5

In linea: 2011 (Fabian Cancellara)
Cronometro: 2011, 2012, 2013, 2016 (Fabian Cancellara)
- Campionati tedeschi: 1

In linea: 2011 (Robert Wagner)

## Organico 2025
Aggiornato al 1º gennaio 2025.

### Staff tecnico
|  | Naz.                   | Ruolo | Sportivo            |  |  |  |
|  | ---------------------- | ----- | ------------------- |  |  |  |
|  | Italia (bandiera)      | GM    | Luca Guercilena     |  |  |  |
|  | Paesi Bassi (bandiera) | DS    | Steven de Jongh     |  |  |  |
|  | Danimarca (bandiera)   | DS    | Kim Andersen        |  |  |  |
|  | Danimarca (bandiera)   | DS    | Sebastian Andersen  |  |  |  |
|  | Italia (bandiera)      | DS    | Adriano Baffi       |  |  |  |
|  | Paesi Bassi (bandiera) | DS    | Jeroen Blijlevens   |  |  |  |
|  | Spagna (bandiera)      | DS    | Markel Irizar       |  |  |  |
|  | Belgio (bandiera)      | DS    | Maxime Monfort      |  |  |  |
|  | Ucraina (bandiera)     | DS    | Jaroslav Popovyč    |  |  |  |
|  | Svizzera (bandiera)    | DS    | Grégory Rast        |  |  |  |
|  | Svizzera (bandiera)    | DS    | Michael Schär       |  |  |  |
|  | Italia (bandiera)      | DS    | Paolo Slongo        |  |  |  |
|  | Germania (bandiera)    | DS    | Ina-Yoko Teutenberg |  |  |  |
|  | Spagna (bandiera)      | DS    | Xabier Zabalo       |  |  |  |

### Rosa
|  | Naz.                     |  | Sportivo                | Anno |  |  |
|  | ------------------------ |  | ----------------------- | ---- |  |  |
|  | Svizzera (bandiera)      |  | Nils Aebersold          | 2003 |  |  |
|  | Danimarca (bandiera)     |  | Søren Kragh Andersen    | 1994 |  |  |
|  | Italia (bandiera)        |  | Andrea Bagioli          | 1999 |  |  |
|  | Francia (bandiera)       |  | Julien Bernard          | 1992 |  |  |
|  | Italia (bandiera)        |  | Giulio Ciccone          | 1994 |  |  |
|  | Italia (bandiera)        |  | Simone Consonni         | 1994 |  |  |
|  | Belgio (bandiera)        |  | Tim Declercq            | 1989 |  |  |
|  | Eritrea (bandiera)       |  | Amanuel Gebreigzabhier  | 1994 |  |  |
|  | Gran Bretagna (bandiera) |  | Tao Geoghegan Hart      | 1995 |  |  |
|  | Sudafrica (bandiera)     |  | Ryan Gibbons            | 1994 |  |  |
|  | Paesi Bassi (bandiera)   |  | Daan Hoole              | 1999 |  |  |
|  | Germania (bandiera)      |  | Lennard Kämna           | 1996 |  |  |
|  | Lussemburgo (bandiera)   |  | Alex Kirsch             | 1992 |  |  |
|  | Austria (bandiera)       |  | Patrick Konrad          | 1991 |  |  |
|  | Spagna (bandiera)        |  | Juan Pedro López        | 1997 |  |  |
|  | Italia (bandiera)        |  | Jonathan Milan          | 2000 |  |  |
|  | Paesi Bassi (bandiera)   |  | Bauke Mollema           | 1986 |  |  |
|  | Italia (bandiera)        |  | Jacopo Mosca            | 1993 |  |  |
|  | Belgio (bandiera)        |  | Thibau Nys              | 2002 |  |  |
|  | Paesi Bassi (bandiera)   |  | Sam Oomen               | 1995 |  |  |
|  | Danimarca (bandiera)     |  | Mads Pedersen           | 1995 |  |  |
|  | Danimarca (bandiera)     |  | Martin Pedersen         | 1998 |  |  |
|  | Danimarca (bandiera)     |  | Albert Withen Philipsen | 2006 |  |  |
|  | Stati Uniti (bandiera)   |  | Quinn Simmons           | 2001 |  |  |
|  | Danimarca (bandiera)     |  | Mattias Skjelmose       | 2000 |  |  |
|  | Lettonia (bandiera)      |  | Toms Skujiņš            | 1991 |  |  |
|  | Belgio (bandiera)        |  | Jasper Stuyven          | 1992 |  |  |
|  | Germania (bandiera)      |  | Tim Torn Teutenberg     | 2002 |  |  |
|  | Belgio (bandiera)        |  | Edward Theuns           | 1991 |  |  |
|  | Rep. Ceca (bandiera)     |  | Mathias Vacek           | 2002 |  |  |
|  | Belgio (bandiera)        |  | Otto Vergaerde          | 1994 |  |  |
|  | Spagna (bandiera)        |  | Carlos Verona           | 1992 |  |  |